# Natalie Rickli

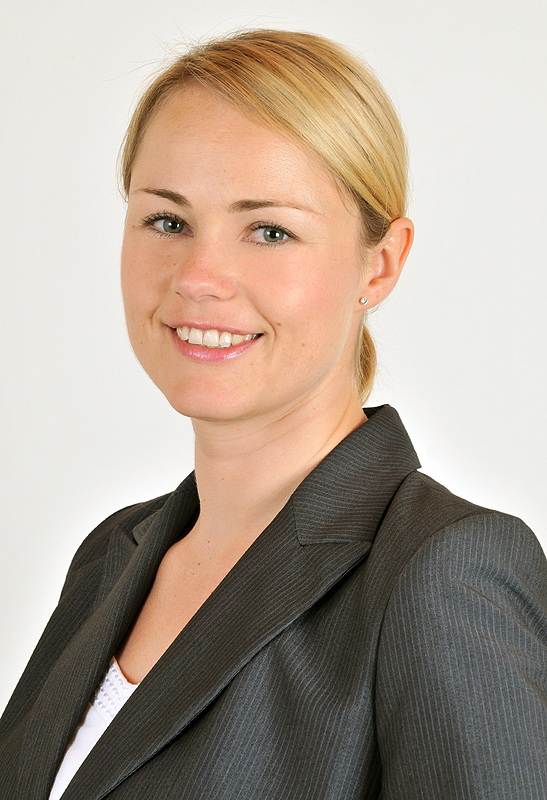
Natalie Rickli (2009)

Natalie Simone Rickli (* 19. November 1976 in Winterthur; heimatberechtigt in Madiswil) ist eine Schweizer Politikerin (SVP). Von 2007 bis 2019 war sie Mitglied des Nationalrats. 2019 wurde sie in den Zürcher Regierungsrat gewählt und ist seit Mai 2019 Regierungsrätin und Vorsteherin der Gesundheitsdirektion.

## Biografie
Natalie Rickli wuchs in Riet bei Neftenbach auf, heute lebt sie in Winterthur. Sie absolvierte von 1992 bis 1995 eine kaufmännische Lehre bei Fenaco in Winterthur und arbeitete anschliessend bis 1997 im firmeneigenen Verlag für verschiedene Titel wie die UFA-Revue. Dabei bildete sie sich zur Verlagsassistentin weiter und absolvierte einen Lehrmeisterkurs.
Danach wechselte sie in die Werbebranche, wo sie unter anderem Printprodukte und Websites von Sport, Weltwoche, PCtipp oder Computerworld vermarktete. So arbeitete sie bei der ehemaligen Qualiclick AG in Zollikon als Website-Manager, danach beim Verlag IDG als Leiterin Anzeigeadministration und Marketing, später bei der AdLINK Schweiz AG als Manager Site Relations, wechselte 2009 zur IP Multimedia (Schweiz) AG und war bis Ende 2017 in verschiedenen Funktionen bei der Goldbach Media in Küsnacht tätig, unter anderem gehörte sie als «Partner Relation Manager» zum Stab der Geschäftsleitung. Ab 2018 war sie selbständige Kommunikationsberaterin mit einer eigenen Agentur communication@natalierickli.

## Politik
Ihre politische Karriere begann Rickli mit zwanzig Jahren bei der Jungen SVP als Sekretärin, später war sie Geschäftsführerin und danach Präsidentin der Partei. Rickli war von Mai 2002 bis Juni 2007 im Grossen Gemeinderat von Winterthur (Legislative) und von Mai 2007 bis November 2007 im Kantonsrat des Kantons Zürich. Bei den Parlamentswahlen 2007 wurde sie in den Nationalrat gewählt. Die Smartmap zur Nationalratswahl 2011 verortete Rickli im rechtskonservativen Lager. Bei den Parlamentswahlen 2011 wurde sie wiedergewählt und erreichte das beste Resultat aller Kandidaten der SVP im Kanton Zürich. Im Nationalrat gehörte sie der Kommission für Verkehr und Fernmeldewesen an und seit 2012 auch der Kommission für Rechtsfragen.
Bei der Vereinigung «Aktion Medienfreiheit» war Rickli bis 2014 als Vizepräsidentin Mitglied des Vorstandes. Danach amtete sie bis 2019 als dessen Präsidentin.
Im Januar 2012 wurde Rickli in das Vizepräsidium der SVP-Bundeshausfraktion gewählt. Nachdem sie bei dieser Wahl nicht genügend Stimmen erhalten hatte und daher zunächst nicht gewählt war, zog sich der vor ihr platzierte SVP-Ständerat Alex Kuprecht nach Interventionen von Christoph Mörgeli und Christoph Blocher zurück und Rickli rückte nach. Die Umstände dieser Wahl wurden in den Schweizer Medien kontrovers diskutiert, unter anderem wurde Rickli vorgehalten, ihre Wahl vor allem dieser Intervention zu verdanken. Sie wies diese Darstellung zurück.
Rickli sorgte im April 2012 in Deutschland und in der Schweiz für Aufsehen, als sie in der Diskussionssendung Sonntalk im Sender TeleZüri den Schweizer Bundesrat kritisierte, da er 2009 die sogenannte «Ventilklausel» nicht angewandt hat, die im Freizügigkeitsabkommen zwischen der Schweiz und der Europäischen Union verankert ist, um die grosse Einwanderung aus den 15 alten EU-Mitgliedstaaten, vor allem aus Deutschland, zu beschränken. Rickli sagte, dass «die Leute sich aufregen, weil wir zu viele Deutsche im Land haben.» Dies gäbe einen grossen Druck auf den Schweizer Arbeitsmarkt, auf die Infrastruktur, die Schulen, den öffentlichen Verkehr, die Strassen und auf die Wohnungsmieten. Auch würden Deutsche Schweizer von ihrem Arbeitsplatz verdrängen. Es seien auch Arbeitnehmer zum Beispiel aus den Balkanstaaten im Gastgewerbe betroffen, die bereits hier arbeiten, die durch Deutsche ersetzt und dann das Schweizer Sozialsystem belasten würden. In den Medien wurde weiterhin verbreitet, Rickli habe in der Diskussionssendung Sonntalk eine «Ventilklausel» für Deutsche gefordert, was ihrer Meinung nach nicht stimmte. Sie habe nie die «Ventilklausel» für Deutsche gefordert, sondern sei  2009 dafür gewesene, die «Ventilklausel» anzurufen, als vor allem Deutsche kamen.
Ebenfalls 2012 wurde sie vom World Economic Forum zusammen mit 191 anderen zum Young Global Leader ernannt.
Am 13. September 2012 teilte Rickli mit, dass sie an einem Burn-out leide und deswegen an der laufenden Herbstsession des Nationalrats nicht teilnehme. Mit Beginn der Frühjahrssession vom 4. März 2013 nahm sie wieder am Parlamentsbetrieb teil. Zuvor, Anfang Februar 2013, sprach sie im SonntagsBlick und in der Gesundheitssendung Puls des Schweizer Fernsehen über ihr überwundenes Burn-out.
Bei den Nationalratswahlen am 18. Oktober 2015 wurde sie mit dem schweizweit zweitbesten Resultat von 167'185 Stimmen wiedergewählt.
Zusammen mit dem bisherigen Regierungsrat Ernst Stocker wurde sie von der Delegiertenversammlung der SVP Kanton Zürich für die Regierungsratswahl 2019 nominiert. Im März 2019 wurde sie in den Zürcher Regierungsrat gewählt und ist seit Mai 2019 Regierungsrätin und Vorsteherin der Gesundheitsdirektion. Im Jahr 2023 wurde sie wiedergewählt. 2024/25 ist sie Regierungsratpräsidentin.